# Henry Phelps Brown
Henry Phelps Brown (Ernest Henry Phelps Brown; * 10. Februar 1906 in Calne (North Wiltshire); † 15. Dezember 1994 in Oxford) war ein englischer Arbeitsökonom und Wirtschaftshistoriker.
Nach dem Studium der modernen Geschichte und dem für Oxford spezifischen Studiengang PPE (Philosophy, Politics, Economics) wurde er Fellow am New College in Oxford (1930–1947). Er lehrte danach als Professor für Arbeitsökonomik (Economics of Labour) an der London School of Economics (1947–1968). Sein wissenschaftliches Interesse galt den ökonomischen und sozialen Faktoren, die Größe und Verteilung der Einkommen in Raum und Zeit bestimmen. Zu ihrer Untersuchung bediente er sich historisch-statistischer und komparativer Methoden. Zudem befasste er sich mit der historischen Entwicklung der britischen industriellen Beziehungen und ihrer Institutionen.
1960 wurde er Mitglied (Fellow) der British Academy. 1970 wurde er zum Präsidenten der Royal Economic Society gewählt. Ab den späten 1950er Jahren gehörte er unter verschiedenen Regierungen mehreren Regierungskommissionen an, teilweise als ihr Vorsitzender (Council on Prices, Productivity and Incomes – National Economic Development Council – Royal Commission on Income and Wealth).
Nach seiner vorzeitigen Emeritierung kehrte er nach Oxford zurück, wo er sich weiterhin seiner wissenschaftlichen Arbeit widmete.

## Veröffentlichungen
- The Growth of British Industrial Relations. Macmillan, London 1959
- The Economics of Labor. Yale University Press, New Haven 1962
- Pay and Profits: The Theory of Distribution Reviewed in the Light of the Behaviour of Some Western Economies over the Last Hundred Years. Manchester University Press, Manchester 1968, ISBN 0-7190-0353-9
- (mit Margaret H. Browne) A Century of Pay: The course of pay and production in France, Germany, Sweden, the United Kingdom, and the United States of America, 1860-1960. Macmillan, London 1968
- The Inequality of Pay. Oxford University Press, Oxford 1977, ISBN 0-19-885097-2